# Emil Navinšek
Emil Navinšek, slovenski arhitekt, * 1. januar 1904, Beljak, Koroška, Avstro-Ogrska, † 20. januar 1991, Ljubljana, Slovenija. 
Emil Navinšek je znan kot arhitekt brezkoridornih stavb. Večinoma gre za šolske objekte, ki še danes služijo svojemu namenu. Osrednji večnamenski prostor v vsaki avli je naravno osvetljen in zračen; nanj se neposredno navezujejo učilnice ter drugi šolski prostori. Navinšek je v svoji dolgi karieri uspešno nadgradil ideje in rešitve iz svoje diplomske naloge (stavba osnovne šole Valentina Vodnika v Ljubljani iz leta 1926) pod mentorstvom Jožeta Plečnika. Danes poznamo devetintrideset šolskih poslopij, ki jih je načrtoval Navinšek. Štirinajst jih stoji v Ljubljani.

## Seznam nekaterih Navinškovih zgradb
- Gimnazija Bežigrad (1936)
- Osnovna šola Janeza Puharja Kranj - Center (1938)
- Podružnična osnovna šola v Lučinah (1939)
- Osnovna šola Polje (1957)
- Osnovna šola Savsko naselje (1957)
- Osnovna šola Majde Vrhovnik (1958)
- Osnovna šola Hinka Smrekarja (1959)
- Srednja Gradbena Šola Kranj (1959)
- Delavski dom Zagorje (1960)
- Osnovna šola Bičevje (1960)
- Osnovna šola Toneta Čufarja (1961)
- Osnovna šola Ketteja in Murna (1961)
- Osnovna šola Danile Kumar (1961)
- Osnovna šola Trnovo (1962)
- Osnovna šola Vodmat (1962)
- Osnovna šola Oskarja Kovačiča (1963)
- Osnovna Šola ivana cankarja vrhnika (1963
- Osnovna šola (Na Jami) Riharda Jakopiča (1963)
- Osnovna šola Jožeta Moškriča (1964)
- Osnovna šola Staneta Žagarja